# بيدسك (ألقورات)
بیدسك (بالفارسية: بیدسک) هي مستوطنة تقع في إيران في قسم ألقورات الريفي. يقدر عدد سكانها بـ 238 نسمة .